# Ledra lineata
Ledra lineata är en insektsart som beskrevs av Walker 1851. Ledra lineata ingår i släktet Ledra och familjen dvärgstritar. Inga underarter finns listade i Catalogue of Life.